# یاسودهارا
یاسودهارا (انگلیسی: Yasodharā) همسر گوتاما بودا بود.